# Kolbehirse
Kolbehirse (Setaria italica) er en enårig, dyrket græsart. Den har tidligere været brugt som menneskeføde i Europa - og bliver det stadig i Østasien og Afrika. I Danmark bruges den udelukkende som fuglefoder.

## Kendetegn
Kolbehirse er en enårig, urteagtig plante. Stråene er oprette med 4-8 (sjældent 10) knæ, og de er behårede neden for blomsterstanden. Bladene sidder spredt stillet hele vejen op ad strået. Bladskederne er tæt hårede. Selve bladet er lancetformet og helrandet med stikkende randhår. Begge bladsider er ru og græsgrønne. Blomstringen foregår i juni-oktober, og blomsterne er samlet i endestillede, aksagtige stande, som består af knudeagtige småaks. De enkelte blomster er 3-tallige og stærkt omdannede, som det er sædvanligt hos græs-familien. Kolbehirse kan både selvbestøve og fremmedbestøves. Frugterne er små, elliptiske nødder, som er gule, orange, røde eller sorte.
Rodsystemet består af en stor mængde trævlerødder.
Kolbehirse når en højde på ca. 100 cm, mens bredden bestemmes af de overhængende aks og når ca. 40 cm.

## Udbredelse
Kolbehirse kendes kun fra dyrkning, og artens udbredelse er sammenfaldende med dyrkningsområdet.
I Danmark ses den af og til forvildet fra dyrkning som fuglefoder. Den foretrækker lysåbne voksesteder med en fugtig og mineralrig jordbund.

## Anvendelse
Kolbehirse bruges nu til dags udelukkende som fuglefoder i Europa. I Kina, Indien og nogle steder i Afrika, bliver arten dyrket både som menneskeføde og som dyrefoder.

## Galleri
|  |  |  |

## Underarter
- Stor kolbehirse (Setaria italica subsp. italica)
- Lille kolbenhirse eller Mohar (Setaria italica subsp. moharia). Det er denne underart, der oftest bruges som fuglefoder.

## Historie
Grøn skærmaks, der er klassificeret som en underart (Setaria italica subsp. viridis), er stamformen for kolbehirse. Man er ikke sikker på, hvor dyrkningen er blevet indledt, men det formodes at være sket i Afghanistan, for kun dér findes der overgangsformer mellem de to underarter, der i øvrigt ikke krydses indbyrdes.
I Nordkina blev kolbehirse dyrket sammen med almindelig hirse (Panicum miliaceum) fra ca. 2.500 f.Kr., det var de eneste kornsorter på det tidspunkt. Selv efter indførelsen af hvede og byg forblev disse to "hirse"-arter befolkningens basisføde.
I Europa kendes kolbehirse først fra fund i bosættelserne fra bondestenalderen ved Bodensøen. I jernalderen var kolbehirse den vigtigste hirseart i Portugal, Spanien, Italien og Rhinlandet. Romerne kaldte kolbehirse for „panicum“ og tilberedte en grød af den, kogt i mælk. Plinius den ældre omtaler Gallien og Posletten som de vigtigste dyrkningsområder.